# Abans de la pluja
Abans de la pluja (en anglès: Before the Rain; en macedoni: Пред дождот, Pred doždot) és una pel·lícula macedònia dirigida per Milcho Manchevski, estrenada l'any 1994. Els actors principals són Katrin Cartlidge, Rade Šerbedžija, Grégoire Colin, i Labina Mitevska. La banda original ha estat composta pel grup Anastasia. Ha estat doblada al català.

## Argument
El film està dividit en tres parts, tots sobre històries d'amor tràgics.
La primera, Words, explica la història de Kiril, un monjo ortodox que ha fet vot de silenci i s'enamora de Zamira, una jove albanesa acusada d'homicidi. Kiril, per ajudar-la, abandona el seu monestir i s'escapen a les muntanyes macedònies.
La segona part, Cares, té lloc a Londres. S'hi veu Anne, una editora de fotografies, que es debat entre el seu marit, Nick, i Aleksandar, un fotògraf de guerra desil·lusionat.
L'última part, Pictures, reuneix les dues històries precedents. Conta el retorn de Aleksandar a Macedonia. S'assabenta que el seu poble està dividit per tensions ètniques entre macedonis i albanesos. Hana, una albanesa de qui estava enamorat, li demana cuidar la seva filla, Zamira.

## Repartiment
- Katrin Cartlidge: Anne
- Rade Šerbedžija: Aleksandar
- Grégoire Colin: Kiril
- Labina Mitevska: Zamira
- Jay Villiers: Nick
- Silvija Stojanovska: Hana
- Phyllida Law: Mare d'Anne
- Josif Josifovski: Pare Marko
- Kiro Ristevski: Pare Damjan
- Abdurrahman Shala: Pare de Zamira

## Premis i nominacions
- Lleó d'Or a la Mostra de Venècia, 1994.
- Condor d'argent a la millor pel·lícula estranger, 1996, Argentina.
- Premis Independent Spirit a la millor pel·lícula en llengua estrangera, 1996.
- Nominació a l'Oscar a la millor pel·lícula de parla no anglesa, 1995.
- Nominació al Gran Premi de la Unió de la critica de cinema, 1996.
- Gran Banda original FIPRESCI, 1994.
- Premi UNICEF, 1994.